# Animecon (Finlandia)
AnimeCon es una convención de anime que se realiza de manera anual desde el año 1999 en diversas ciudades de Finlandia, constituyéndose en la más grande reunión en su tipo de dicho país. El evento es organizado como un proyecto conjunto entre diversas agrupaciones de anime, facilitado por el centro de comunicaciones Suomen Animeunioni (Unión de Anime Finés).

## Historia del Evento
| Fechas                                      | Ubicación | Asistentes          | Invitados de honor                                                            |
| ------------------------------------------- | --------- | ------------------- | ----------------------------------------------------------------------------- |
| 14 de agosto de 1999 - 15 de agosto de 1999 | Turku     | 3 000               | Connie Willis, Philip Pullman y Ahrvid Engholm (fan)                          |
| 1 de agosto de 2003 - 3 de agosto de 2003   | Turku     | 4 000               | Jonathan Clements                                                             |
| 10 de julio de 2004 - 11 de julio de 2004   | Jyväskylä | 5 200               | yoshitoshi ABe y Jonathan Clements.                                           |
| 18 de agosto de 2006 - 20 de agosto de 2006 | Helsinki  | 9 000               | Paul Gravett.                                                                 |
| 14 de julio de 2007 - 15 de julio de 2007   | Jyväskylä | 7 000               | Ellen Datlow, Joe Haldeman, Elizabeth Hand, Cheryl Morgan y Ben Roimola       |
| 26 de julio de 2008 - 27 de julio de 2008   | Tampere   | entre 7 000 y 8 000 | M. John Harrison, Farah Mendlesohn, Charless Vess, Petri Hiltunen y Ms. Mandu |
| 10 de julio de 2009 - 12 de julio de 2009   | Helsinki  | 15 000              | George R. R. Martin y Alastair Reynolds                                       |
| 14 de julio de 2011 - 17 de julio de 2011   | Turku     | 9 000               | Nalo Hopkinson, Richard Morgan, Himeka y Yukihiro Notsu                       |